# 韋韋爾山
72°3′S 169°35′E / 72.050°S 169.583°E
韋韋爾山（英語：Mount Whewell）是南極洲的山峰，位於維多利亞地的博克格雷溫克海岸，處於艾恩賽德冰川和蜂巢冰川之間，海拔高度2,945米，在1841年1月15日由詹姆斯·克拉克·羅斯命名。